# Mega Toby redt de race
Mega Toby redt de race is de tweede speciale aflevering van Mega Mindy voor het eerst uitgezonden op 31 oktober 2011.

## Verhaal
Commissaris Migrain neemt dit jaar samen met Toby deel aan de Cross Car Cup, de belangrijkste zeepkistenrace van het jaar. De winnaar krijgt een grote prijs. De twee broers Marc Mustang en Mario Mustang zijn tot alles in staat om de prijs te winnen. Marc vindt dat Toby een geduchte tegenstander is en sluit hem voor de race op zodat Toby niet kan deelnemen. Wanneer Toby niet komt opdagen voor de race beslist commissaris Migrain dan maar om Mieke achter het stuur te zetten. Marc Mustang hoort dit en prutst ongemerkt nog wat aan Miekes auto. Ondertussen heeft Oma Fonkel Toby gevonden. Omdat ze vermoeden dat er wordt vals gespeeld legt ze Toby met hulp van Opa Fonkel in de cabine en ze transformeren hem tot Mega Toby. Hij komt maar net op tijd aan want bij de race loopt het mis. Mieke kan in een afdaling plots niet meer remmen en sturen waardoor ze op een ijskraam afstormt. Mega Toby is gelukkig net op tijd om haar zeepkist te stoppen. Daarna weet hij de broers Mustang te vangen. Achteraf vertelt commissaris Migrain tegen de pers dat hij al lang wist dat het valsspelers waren en dat hij ze heeft gestopt.

## Cast
| Acteur              | Personage      | Verhaallijn |
| ------------------- | -------------- | --- |
| Free Souffriau      | Mieke          | Mieke moet in deze special van commissaris Migrain de zeepkist besturen. Wanneer blijkt dat haar zeepkist is gesaboteerd rijdt ze bijna tegen een ijskraam.                            |
| Louis Talpe         | Toby/Mega Toby | Toby is in deze special opgesloten door Marc en Mario Mustang. Hij wordt bevrijd door Oma Fonkel waarna hij als Mega Toby Mieke en de race moet redden. Hij arresteert de twee broers. |
| Fred Van Kuyk       | Opa Fonkel     | In deze special supportert Opa Fonkel samen met Oma Fonkel voor Mieke. Later helpt hij Oma om Toby in de cabine te leggen en hem de race als Mega Toby te laten redden.                |
| Nicky Langley       | Oma Fonkel     | In deze special ontdekt Oma dat Toby was opgesloten. Ze ruikt onraad en transformeert hem tot Mega Toby om Mieke te redden.                                                            |
| Anton Cogen         | Kamiel Migrain | In deze special wil commissaris Migrain dat Toby de race wint. Wanneer hij niet komt opdagen zet hij Mieke maar achter het stuur.                                                      |
| Matthias Temmermans | Bliep          | Bliep is de machine die opa heeft uitgevonden en kan iemand transformeren tot Mega... Bliep praat en denkt zoals een mens.                                                             |
| Hein Blondeel       | Marc Mustang   | Marc Mustang wil de prijs kost wat kost winnen. Hij sluit Toby op en is zo verlost van een moeilijke tegenstander. Hij knipt ook de draden van Miekes zeepkist door.                   |
| Kevin Bellemans     | Mario Mustang  | Mario Mustang is de niet zo slimme broer van Marc Mustang. Hij begrijpt de sluwe plannen van zijn broer niet altijd maar wil wel heel rijk worden.                                     |
| Mark Tijsmans       | Omroeper       | De omroeper brengt aan de supporters verslag uit over de race. |
| Anouk Lambrechts    | Journaliste    | Nadat de boeven zijn gevangen stelt de journaliste enkele vragen aan commissaris Migrain. Zij brengt ook verslag uit voor de plaatselijke pers over de race.                           |

## Crew

### Algemeen
- Regie: Matthias Temmermans
- 1e regie-assistent: Paco Mergan
- Verhaal en scenario: Gert Verhulst, Hans Bourlon, Matthias Temmermans en Sven Duym
- Muziek: Olaf Janssens

### Licht & Decor
- Coördinatie Licht en Decor: Bart Depreitere
- Assistentie Licht en Decor: Gaetan De Clerck
- Chef elektro: Jens De Laet
- Elektro's: Liesbet De Loof en Koen De Saeger
- Decor & Special effects: Caramba Decor en SFX
- Productiefaciliteiten: Joris Bensch, Nick Levens, Dré Wouters, Koen Schuljin, Wannes Troch en Johnny Punie

### Kostuum & Make-up
- Uitvoering kostuums: Kostuumatelier Studio 100
- Styling: Tine Deseure
- Kleedster: Tinne Laes
- Make-up: Carina Smekens, Wendy Van Vossolo, Cindi Van Looveren en Lies Van Riet

## Merchandise
- De special werd op DVD uitgegeven door Studio 100. De gewone afleveringen Gifgas en Kermis in het dorp werden hierbij toegevoegd als bonus.